# Zhang Dejiang
Zhang Dejiang (ur. 4 listopada 1946 w Tai'an) – chiński polityk.
Urodził się w Tai’an, należy do grupy etnicznej Han. W latach 1968–1970, w okresie rewolucji kulturalnej, zesłany na wieś w powiecie Wangqing w prowincji Jilin. W latach 1970–1972 sekretarz tamtejszego Wydziału Propagandy, w 1971 roku wstąpił do KPCh. W latach 1972–1975 student języka koreańskiego na uniwersytecie w Yanbian, następnie do 1978 roku członek uczelnianej komórki partyjnej i wiceprzewodniczący Komitetu Rewolucyjnego na uniwersytecie. W latach 1978–1980 studiował ekonomię na Uniwersytecie im. Kim Ir-sena w Pjongjangu. Po powrocie do kraju w latach 1980–1983 wicerektor uniwersytetu w Yanbian i członek Stałego Komitetu komórki partyjnej tej uczelni.
W latach 1983–1985 członek Stałego Komitetu Miejskiego KPCh w Yanji i zastępca sekretarza tegoż Komitetu. Od 1985 do 1986 roku zastępca sekretarza komitetu KPCh w prefekturze Yanbian. W latach 1986–1990 wiceminister spraw wewnętrznych ChRL. W latach 1990–1995 sekretarz KPCh w prefekturze Yanbian i zastępca sekretarza Komitetu Prowincjonalnego KPCh prowincji Jilin.
Od 1995 do 1998 sekretarz Komitetu Prowincjonalnego KPCh prowincji Jilin, w 1998 roku także przewodniczący Stałego Komitetu prowincjonalnego Zgromadzenia Przedstawicieli Ludowych. W latach 1998–2002 sekretarz Komitetu Prowincjonalnego KPCh prowincji Zhejiang, następnie 2002–2007 Komitetu Prowincjonalnego KPCh prowincji Guangdong. Od 1997 roku członek Komitetu Centralnego KPCh, w latach 2008–2013 członek Rady Państwa jako wicepremier.
W marcu 2012 roku został sekretarzem Komitetu Miejskiego KPCh w Chongqingu, zastępując na tym stanowisku Bo Xilaia; rządził miastem do grudnia tegoż roku. W listopadzie 2012 roku wybrany jednym z siedmiu członków Stałego Komitetu Biura Politycznego KPCh.
14 marca 2013 roku wybrany na przewodniczącego Stałego Komitetu Ogólnochińskiego Zgromadzenia Przedstawicieli Ludowych. Sprawował ten urząd do 17 marca 2018, kiedy to został zastąpiony przez Li Zhanshu.